# 中央军委机关事务管理总局财务局
中央军委机关事务管理总局财务局，位于北京市，是中央军委机关事务管理总局下属局，负责中央军委机关及有关直属、附属单位的财务工作。

## 沿革
在深化国防和军队改革中，2016年1月组建中央军事委员会机关事务管理总局。中央军委机关事务管理总局新设中央军委机关事务管理总局财务局。2016年1月8日，中央军委机关事务管理总局财务局完成挂牌成立后的第一次保障协调：向中央军事委员会后勤保障部有关部门申请办理中央军委机关事务管理总局银行账户开设手续。

## 历任局长
| 中央军委机关事务管理总局财务局局长 | 中央军委机关事务管理总局财务局副局长 |